# Kloster (Steiermark)
Kloster is een gemeente in de Oostenrijkse deelstaat Stiermarken, en maakt deel uit van het district Deutschlandsberg.
Kloster telt 215 inwoners.
De plaats Klosterwinkel maakt deel uit van de gemeente.
Bad Schwanberg ·
Deutschlandsberg ·
Eibiswald ·
Frauental an der Laßnitz ·
Groß Sankt Florian ·
Lannach ·
Pölfing-Brunn ·
Preding ·
Sankt Josef (Weststeiermark) ·
Sankt Martin im Sulmtal ·
Sankt Peter im Sulmtal ·
Sankt Stefan ob Stainz ·
Stainz ·
Wettmannstätten ·
Wies